# Системи обробки інформації
«Системи обробки інформації» — (англ. Information processing systems) – рецензований збірник наукових праць, що заснований у березні 1996 року Харківським національним університетом Повітряних Сил імені Івана Кожедуба.
Збірник занесений до "Переліку наукових фахових видань України, в яких можуть публікуватися результати дисертаційних робіт на здобуття наукових ступенів доктора і кандидата наук" (технічні та військові науки), затверджено наказом Міністерства освіти і науки України від 29.12.2014 № 1528 (із змінами від 22.12.2016 № 1604).

Видання індексується міжнародними бібліометричними та наукометричними базами даних:
- Google Scholar
- Index Copernicus
- DOAJ
- Ulrich's Periodicals Directory
- WorldCat
- Bielefeld Academic Search Engine (BASE)
- ResearchBib

Журнал видається щоквартально змішаними мовами: українською, англійською та російською. Тираж складає 150 примірників.

Реферативна інформація зберігається у загальнодержавній реферативній базі даних „Україніка наукова” та публікується у відповідних тематичних серіях УРЖ „Джерело”.

## Зміст видання
У збірнику публікуються результати досліджень з розробки нових інформаційних технологій як для рішення традиційних задач збору, обробки та відображення даних, так і для побудови систем обробки інформації у різних проблемних галузях. Збірник призначений для наукових працівників, викладачів, докторантів, ад’юнктів, аспірантів, а також курсантів та студентів старших курсів відповідних спеціальностей.
Журнал має такі розділи:
- Обробка інформації в складних технічних системах
- Обробка інформації в складних організаційних системах
- Математичні моделі та методи
- Інфокомунікаційні системи
- Інформаційні технології та системи управління
- Захист інформації та кібернетична безпека
- Метрологія, інформаційно-вимірювальні технології та системи
- Інформаційні технології в освіті
- Інформаційні технології для запобігання та ліквідації надзвичайних ситуацій

## Редакційна колегія
Головний редактор:
- Тимочко Олександр Іванович, доктор технічних наук професор (Харківський національний університет Повітряних Сил ім. І. Кожедуба, Харків, Україна).

Заступник головного редактора:
- Сухаревський Олег Ілліч, доктор технічних наук професор (Харківський національний університет Повітряних Сил ім. І. Кожедуба, Харків, Україна).

Члени редколегії:
- Баранник Володимир Вікторович, доктор технічних наук професор (Харківський національний університет Повітряних Сил ім. І. Кожедуба, Харків, Україна);
- Варша Зігмунд Лех, кандидат технічних наук (Інститут промислових досліджень автоматики та вимірювань, Варшава, Польща);
- Василець Віталій Олексійович, доктор технічних наук старший науковий співробітник (Харківський національний університет Повітряних Сил ім. І. Кожедуба, Харків, Україна);
- Висоцька Олена Володимирівна, доктор технічних наук професор (Харківський національний університет радіоелектроніки, Харків, Україна);
- Дробаха Григорій Андрійович, доктор військових наук професор (Національна академія Національної гвардії України, Харків, Україна);
- Кавун Сергій Віталійович, доктор економічних наук професор (Харківський технологічний університет "ШАГ", Харків, Україна);
- Калашніков Вячеслав, доктор фізико-математичних наук професор (Монтеррейский технологічний інститут, Монтеррей, Мексика);
- Кульпа Христоф, доктор технічних наук професор (Варшавський політехнічний університет, Варшава, Польща);
- Купченко Леонід Федорович, доктор технічних наук професор (Харківський національний університет Повітряних Сил ім. І. Кожедуба, Харків, Україна);
- Кучук Георгій Анатолійович, доктор технічних наук професор (Національний технічний університет "Харківський політехнічний інститут", Харків, Україна;;
- Молодецька Катерина Валеріївна, доктор технічних наук доцент (Житомирський національний агроекологічний університет, Житомир, Україна);
- Оваід Сальман Рашід, кандидат технічних наук (Коледж університету Аль Мареф, Рамаді, Ірак);
- Стасєв Юрій Володимирович, доктор технічних наук професор (Харківський національний університет Повітряних Сил ім. І. Кожедуба, Харків, Україна);
- Фрейликхер Валентин, доктор фізико-математичних наук професор (Університет ім. Бар-Ілана, Рамат-Ган, Ізраїль);
- Худов Геннадій Володимирович, доктор технічних наук професор (Харківський національний університет Повітряних Сил ім. І. Кожедуба, Харків, Україна);
- Шишацький Андрій Володимирович, кандидат технічних наук (Центральний науково-дослідний інститут озброєння та військової техніки ЗС України, Київ, Україна);
- Ярош Сергій Петрович, доктор військових наук професор (Харківський національний університет Повітряних Сил ім. І. Кожедуба, Харків, Україна).

Відповідальний секретар:
- Зубрицький Григорій Миколайович, кандидат технічних наук доцент (Харківський національний університет Повітряних Сил ім. І. Кожедуба, Харків, Україна).

## Ювілейні та тематичні випуски
- Невизначеність вимірювань: наукові, нормативні, прикладні та методичні аспекти – випуск 6 (64), 2007
- Невизначеність вимірювань: наукові, нормативні, прикладні та методичні аспекти – випуск 4 (71), 2008
- Невизначеність вимірювань: наукові, нормативні, прикладні та методичні аспекти – випуск 5 (79), 2009
- Безпека та захист інформації в інформаційних системах – випуск 7 (81), 2009
- Інформаційні технології та комп'ютерна інженерія – випуск 3 (93), 2011
- Метрологія та вимірювальна техніка – випуск 6 (96), 2011
- Проблеми і перспективи розвитку IT – індустрії – випуск 7 (97), 2011
- Інформаційні проблеми акустичних, радіоелектронних і телекомунікаційних систем – випуск 6 (104), 2012
- Інформаційні проблеми акустичних, радіоелектронних і телекомунікаційних систем – випуск 7 (123), 2014
- Невизначеність вимірювань: наукові, нормативні, прикладні та методичні аспекти – випуск 2 (127), 2015
- Інформаційні проблеми акустичних, радіоелектронних і телекомунікаційних систем – випуск 10 (135), 2015